# Elwood (Illinois)
Elwood è un villaggio degli Stati Uniti d'America, nella Contea di Will nello Stato dell'Illinois a sud del capoluogo Joliet. L'ex highway Route 66 lo attraversa nella zona est.

## Storia
Elwood fu fondata nel 1854 e incorporata come villaggio nel 1869. Il completamento della ferrovia Joliet-Bloomington ebbe un ruolo importante nella fondazione di Elwood. Nel 1900 Elwood era una piccola comunità agricola con una popolazione di circa 400 abitanti. La fine degli anni trenta, con l'approssimarsi della seconda guerra mondiale, il governo federale acquisì 40 000 acri della zona e nel 1941 furono completati due grandi impianti per assemblare le bombe e proiettili. La costruzione del Joliet Arsenal, che impiegava circa 20.00 lavoratori, giocò un ruolo importante nello sviluppo di Elwood. Il 5 maggio 1942 una massiccia esplosione all'arsenale uccise 42 lavoratori (48 tra morti e dispersi) e causò danni diffusi in una vasta area.
Sul sito dell'ex arsenale Joliet, con legge federale del 1996 attuata dallo United States Forest Service, è stata costituita la riserva naturale Midewin National Tallgrass Prairie.
Nei pressi di Elwood, su un'area di 982 acri, è situato l'Abraham Lincoln National Cemetery, cimitero nazionale sotto l'egida del Dipartimento degli Affari dei Veterani degli Stati Uniti. Quando completato, disporrà di 400.000 spazi di sepoltura.
Nel 1970 Elwood aveva una popolazione di circa 750 abitanti e dagli anni novanta il villaggio ha iniziato a sperimentare una rapida crescita. Nel 1996 la popolazione di Elwood era salita a 1 423 abitanti ed è ora stimata a 2.300, accelerando nello sviluppo grazie alla costruzione della grande struttura di trasporto intermodale CenterPoint Intermodal Center. La Commissione di pianificazione dell'Illinois settentrionale stima che Elwood avrà una popolazione di quasi 20 000 abitanti entro il 2030.

## Società

### Evoluzione demografica
Al censimento del 2010 risultarono 2 279 abitanti, 880 nuclei familiari e 630 famiglie residenti. Ci sono 312 alloggi con una densità di 231.7/km². La composizione etnica del villaggio è 94.9% bianchi, 1.5% neri o afroamericani, 0.5% asiatici, 0.1% nativi americani, 3.7% ispanici e latino-americani e 2.% di altre razze. Dei 282 nuclei familiari il 35.2% ha figli di età inferiore ai 18 anni che vivono in casa, 58.3% sono coppie sposate che vivono assieme, il 9.2% è composto da donne con marito assente e il 28.4% sono non-famiglie. La dimensione media di un nucleo familiare è di 2.59 mentre la dimensione media di una famiglia è di 3.08. L'età media della popolazione è di 37.8 anni, il 25.5% sotto i 18 anni e il 15.4% oltre i 65 anni, il 50.8% femmine e il 49.8% maschi.
Il reddito medio di un nucleo familiare è di $78,515 mentre per le famiglie è di $83,698. Gli uomini hanno un reddito medio di $68,500 contro $38,299 delle donne. Il reddito pro capite del villaggio è di $30,223.